# Asplenium majoricum
Asplenium majoricum es una especie de helecho de la familia de las aspleniáceas.

## Descripción
Es un diminuto helecho endémico de Mallorca (Sierra de Tramontana) y de algunas localidades de la Comunidad Valenciana y del sur de Tarragona (Cataluña).  Es un híbrido alotetraploide (2n=144 cromosomas) fruto del cruzamiento entre los helechos diploides Asplenium fontanum ssp. fontanum (2n=72 cromosomas) y Asplenium petrarchae ssp. bivalens (2n=72 cromosomas), con posterior duplicación espontánea de la dotación cromosómica. Sus frondes miden entre 6 y 12 cm. Los soros son más largos que anchos con un indusio lateral y están situados cerca de la costa de las pinnas. Esporulación de marzo a noviembre.

## Hábitat
Vive entre las piedras de las paredes de los bancales y en las grietas de las rocas calcáreas orientadas hacia el norte y noroeste. Le gusta la luz pero no el sol directo. En los meses más secos del verano entra en estivación, deshidratándose los frondes hasta parecer muertos. Con las primeras lluvias del otoño, los frondes se rehidratan en menos de 24 horas y reverdecen como si no hubiera pasado nada. A los pocos días empieza a brotar frondes nuevos. En pleno invierno deja de brotar, reiniciando la brotación en primavera.

## Taxonomía
Asplenium majoricum fue descrita por René Verriet de Litardière  y publicado en Bulletin de l’Académie Internationale de Géographie Botanique 1911. 28. 1911
Etimología
Ver: Asplenium
majoricum: epíteto geográfico que alude a su localización en  Maiorica "isla mayor" (Mallorca)).
Citología
Número de cromosomas de Asplenium majoricum (Fam. Aspleniaceae) y táxones infraespecíficos: n=72
Sinonimia
- Asplenium lanceolatum var. valentinum (Pau) Knoche
- Asplenium petrarchae subsp. majoricum (Litard.) O. Bolòs & Vigo
- Asplenium petrarchae var. balearicum Sennen & Pau
- Asplenium valentinum Pau[4]

Híbridos
- Asplenium × reichsteinii (por retrohibridación entre A. majoricum y su progenitor A. fontanum ssp. fontanum)
- Asplenium × orellii (por cruzamiento entre A. majoricum y A. trichomanes ssp. quadrivalens)
- Asplenium × sollerense (por cruzamiento entre A. majoricum y A. petrarchae ssp. petrarchae)
- Asplenoceterach barrancense (por cruzamiento entre A. majoricum y Ceterach officinarum ssp. officinarum)